# 中国下一代互联网示范工程
中国下一代互联网示范工程（英語：China Next Generation Internet，简称）启动于2003年，是中国大陆的IPv6的启动工程，也是目前世界上最大的纯IPv6互联网。其核心网由中国教育网（CERNET）（称作CERNET2）、中国电信、中国联通、中国网通和中国科学院的中国科技网、中国移动、中国铁通六个骨干网組成，交换中心位于北京和上海，国内对国外网的交换和国内骨干网间的交换均在这两处进行。网络中心位于清华大学科技园赛尔公司。
技术上，CNGI可以实现“基于真实IPv6源地址的网络寻址”，亦即通过使用者的IP地址查找其真实位置；以及“隧道”技术，即在IPv6环境下运行和使用IPv4应用。
在2008年北京奥运会和2010年上海世博会均部署了IPv6网络。2009年7月22日日食期间，部分互联网用户通过本网络观看了日食实况。
中国下一代互联网示范网络核心网CNGI-CERNET 2/6IX项目已通过验收，宣布取得四大首要突破: 世界第一个纯IPv6网，开创性提出IPv6源地址认证互联新体系结构，首次提出IPv4 over IPv6的过渡技术，首次在主干网大规模应用国产IPv6路由器。在北京建成国内/国际互联中心CNGI－6IX，实现了6个CNGI主干网的高速互联，实现了CNGI示范网络与北美、欧洲、亚太等地区国际下一代互联网的高速互联。